# Karina Bolaños
Karina Bolaños (* 1973 in Heredia) war bis 2012 Vizeministerin für Jugend und Kultur in Costa Rica.
Seit 2005 engagierte sich Bolaños auf nationaler Ebene in der Politik. Unter Óscar Arias Sánchez wurde sie 2006 Vizeministerin für Jugend und Kultur. Zu ihren politischen Leistungen gehört Costa Ricas erstes HIV/AIDS-Präventionsprogramm. 2008 erreichte sie federführend die Ratifizierung des Vertrags der Ibero-American Convention on Children’s Rights. 1998 bekam Bolaños eine Tochter. Karina Bolaños wurde 2012 entlassen und weltweit bekannt, nachdem sie ein erotisches Video auf YouTube veröffentlichte, um ihren Ex-Freund dazu zu bewegen, dass er wieder zu ihr zurückkehrt.